# انتخابات الرئاسة الإندونيسية 2004
انتخابات الرئاسة الإندونيسية 2004 هي الانتخابات الرئاسية التي جرت في 5 يوليو 2004
سبتمبر 20، لانتخاب رئيس إندونيسيا، فاز بالانتخابات سوسيلو بامبانغ يودهويونو.